# Ironsword
Ironsword – portugalski zespół wykonujący heavy metal. Powstał w Lisbonie w 1995. 

## Członkowie
- Rick Thor – gitara basowa
- Arrno Maalm – perkusja
- J.M. – gitara, śpiew[1]

## Dyskografia
- Promo-Tape/95 (1995, Demo)
- Promo-Tape/98 (1998, Demo)
- Ironsword (2002, LP)
- Return of the Warrior (2004, LP)
- Hail Brittania Volume One (2004, Split)
- I Pounding Metal Fest (2008, Split wideo)
- Overlords of Chaos (2008, LP)[2]